# Рајзингсан (Охајо)
Рајзингсан (енгл. Risingsun) град је у америчкој савезној држави Охајо.

## Демографија
По попису из 2010. године број становника је 606, што је 14 (-2,3%) становника мање него 2000. године.
| Група             | 2000.       | 2010.       |
| Белци             | 598 (96,5%) | 573 (94,6%) |
| Афроамериканци    | 0 (0,0%)    | 0 (0,0%)    |
| Азијати           | 1 (0,2%)    | 1 (0,2%)    |
| Хиспаноамериканци | 14 (2,3%)   | 27 (4,5%)   |
| Укупно            | 620         | 606         |